# Boerenrock (festival)
Boerenrock is een muziekfestival dat jaarlijks het laatste weekend van augustus plaatsvindt in Kortenaken in Vlaams-Brabant.

## Geschiedenis
Boerenrock ontstond toen er in 1990 ter ere van 850 jaar Kortenaken een heel jaar door activiteiten werden georganiseerd. Omdat er weinig te doen was voor de jeugd, werd aan enkele jongeren gevraagd iets te organiseren. Zij nodigden enkele Belgische muziekgroepen, waaronder Soulsister uit voor een optreden en zo ontstond het muziekfestival Boerenrock.
Oorspronkelijk was Boerenrock een eendaags festival, maar nadien werd het meerdaags. Ook veranderde men de naam van het festival even in Rock & Pop Kortenaken. Daarbij was zaterdag voorbehouden voor een rockfestival met namen als Daan en Killer Queen en zondag voor een popfestival, dat evolueerde tot een familiedag, met onder andere Spring en Sandrine onder de namen.
In 2008 werd Boerenrock een driedaags festival, waarbij de vrijdag werd voorbehouden voor de elektronische muziek. Het festival bestond toen uit B-Elektrik op vrijdag, het rockfestival B-Rock op zaterdag en de familiedag B-Family op zondag.
Sedert 2012 is er op vrijdag een afrekeningsfuif. Op zaterdag wordt op twee podia B-Elektrik en B-Rock gehouden. Op zondag is er B-Family. In 2014 speelde de organisatie met het idee van de 25e editie de laatste te maken. Een succesvol festival deed de organisatoren van gedacht veranderen. De editie van 2015 lokte 17.000 bezoekers naar Kortenaken.
In 2016 heeft Boerenrock besloten dat ze nog 1 laatste keer gaan doen en stoppen in 2017.